# タイフアン・ウォーカー
- タイワン・ウォーカー

タイフアン・エマニュエル・ウォーカー（Taijuan Emmanuel Walker , 1992年8月13日 - ）は、アメリカ合衆国ルイジアナ州シュリーブポート出身のプロ野球選手（投手）。右投両打。MLBのフィラデルフィア・フィリーズ所属。愛称はタイ・ウィーズィー（Tai Weezy）。

## 経歴

### プロ入り前
高校3年次まではバスケットボールをメインにプレーしており、ダンクシュートが得意なことから「スカイウォーカー」という愛称で呼ばれていた。野球では遊撃手だったが、ドラフト前年の9月に友人に勧められて投手に転向。初のマウンドで90mph（約144.8km/h）の速球を投げ込み、数カ月後には95mph（約152.8km/h）を計測するようになった。高校4年次には67.1回を投げて与四球43と荒削りながらも93個の三振を奪い、防御率1.77を記録。

### プロ入りとマリナーズ時代
投手として理想的な体格も評価され、浅い投手経験にもかかわらず、2010年のMLBドラフト1巡目追補（全体43位）でシアトル・マリナーズから指名された。6月18日に契約金80万ドルで入団が決まり、ルーキー級のアリゾナリーグ・マリナーズでプロデビューした。

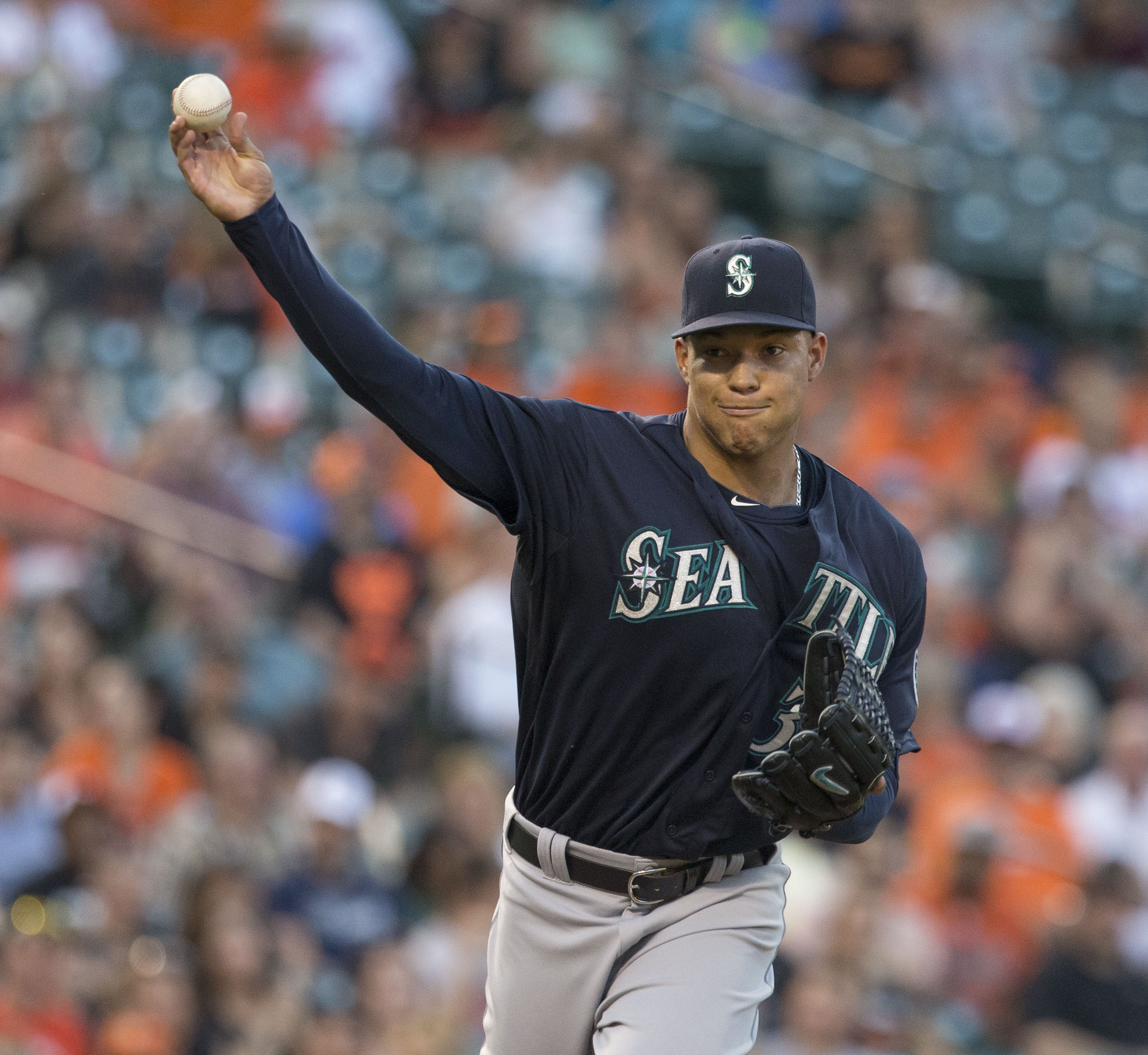
シアトル・マリナーズ時代
（2015年5月19日）

2011年はA級クリントン・ランバーキングスで18試合に先発登板し、防御率2.89、奪三振率10.52を記録。シーズン終了後には、ベースボール・アメリカ誌からマリナーズでヘスス・モンテロに次ぐ第2位の有望株とされ、全体でも20位にランクインした。
2012年はA+級を飛び級してAA級ジャクソン・ジェネラルズでプレー。6月には月間防御率9.15と絶不調に陥り、最終的な防御率は4.69に終わった。奪三振率も8.38に低下するなど、やや壁にぶつかったシーズンになった。7月にはオールスター・フューチャーズゲームにアメリカ合衆国選抜として出場している。
2013年1月にはジャスティン・アップトンとのトレードで他の若手選手と共にアリゾナ・ダイヤモンドバックスへの移籍が決まりかけたが、マリナーズを移籍拒否リストに入れていたアップトンが拒否権を行使したため、トレードは破談となった。8月28日にマリナーズとメジャー契約を結び、8月30日のヒューストン・アストロズ戦でメジャーデビュー。5回を投げ2安打無失点に抑え、メジャー初登板・初先発・初勝利となった。この年は3試合に登板し、1勝0敗・防御率3.60だった。
2014年2月27日にマリナーズと1年契約に合意した。3月29日に右肩の故障で、15日間の故障者リスト入りした。4月4日にリハビリのため、A+級ハイデザート・マーベリックスに異動した。その後、AA級ジャクソン、AAA級タコマ・レイニアーズでも登板し、6月30日にメジャー復帰した。この年は8試合に投げただけであったが、防御率を良化、奪三振率を向上させた。
2015年は先発ローテーションに入り、規定投球回に到達。11勝8敗と2桁勝利を記録して勝ち越したが、防御率は2.61から4.56に悪化した。
2016年も先発ローテーションで25試合に先発登板したが、規定投球回には届かなかった。8勝11敗と負け越したが、防御率は4.22まで低下したほか、キャリア初の完封勝利も記録した。

### ダイヤモンドバックス時代
2016年11月23日にジーン・セグラ、ザック・カーティス、ミッチ・ハニガーとのトレードで、ケーテル・マルテと共にダイヤモンドバックスへ移籍した。
2017年は28試合に先発登板して9勝9敗、防御率3.49、146奪三振の成績を残した。
2018年4月、トミー・ジョン手術を行うことが発表された。
2019年オフの12月2日にノンテンダーFAとなった。

### マリナーズ復帰
2020年2月12日にマリナーズと1年契約を結んだ。

### ブルージェイズ時代
2020年8月27日に後日発表選手または金銭とのトレードで、トロント・ブルージェイズへ移籍した。オフの11月1日にFAとなった。

### メッツ時代
2021年2月20日にニューヨーク・メッツと2年総額2000万ドルの契約を結んだ。2023年はプレイヤーオプションとなり、バイアウトの際は300万ドルが支払われる。7月10日に辞退した選手の代替選手として自身初となるオールスターゲームに選出された。7月13日に開催されたオールスターゲームでは6回表に5番手として登板し、オールスターゲーム初出場した。
2022年オフの11月6日にFAとなった。

### フィリーズ時代
2022年12月16日にフィラデルフィア・フィリーズと4年総額7200万ドルの契約を結んだ。

## 選手としての特徴
最速100.2mph（約161.3km/h）、平均152km/hを計測するフォーシーム、ツーシームに、平均142km/hのカッター、スプリッターの速球系4種と、カーブとチェンジアップの計6球種を持ち球とする。マイナーリーグではフォーシーム、カーブ、チェンジアップの3球種でプレーしてきたが、2012年後半にカッターを習得し、メジャー昇格当初は、フォーシームとカッターを中心とした投球だった。2014年からはスプリッターを投げ始めており、一方でこの年を最後にチェンジアップを封印した。また、カッターを投げる頻度も下がり、以降はフォーシームとスプリッターの組み合わせがメインとなった。2014年からはツーシームも投げるようになり、速球（Fastball）系4種で投球全体の70%以上を占めており、カーブは10%未満となっている。2016年時点でチェンジアップは投げていないため、実質5球種と言える。2020年から新たにスライダーを投げるようになり再び6球種となった。

## 詳細情報

### 年度別投手成績
| 年 度     | 球 団     | 登 板 | 先 発 | 完 投 | 完 封 | 無 四 球 | 勝 利 | 敗 戦 | セ 丨 ブ | ホ 丨 ル ド | 勝 率 | 打 者 | 投 球 回 | 被 安 打 | 被 本 塁 打 | 与 四 球 | 敬 遠 | 与 死 球 | 奪 三 振 | 暴 投 | ボ 丨 ク | 失 点 | 自 責 点 | 防 御 率 | W H I P |
| --------- | --------- | ----- | ----- | ----- | ----- | -------- | ----- | ----- | -------- | ----------- | ----- | ----- | -------- | -------- | ----------- | -------- | ----- | -------- | -------- | ----- | -------- | ----- | -------- | -------- | ------- |
| 2013      | SEA       | 3     | 3     | 0     | 0     | 0        | 1     | 0     | 0        | 0           | 1.000 | 60    | 15.0     | 11       | 0           | 4        | 0     | 0        | 12       | 0     | 0        | 7     | 6        | 3.60     | 1.00    |
| 2014      | SEA       | 8     | 5     | 1     | 0     | 0        | 2     | 3     | 0        | 0           | .400  | 160   | 38.0     | 31       | 2           | 18       | 1     | 3        | 34       | 2     | 1        | 12    | 11       | 2.61     | 1.29    |
| 2015      | SEA       | 29    | 29    | 1     | 0     | 0        | 11    | 8     | 0        | 0           | .579  | 706   | 169.2    | 163      | 25          | 40       | 1     | 9        | 157      | 4     | 1        | 92    | 86       | 4.56     | 1.20    |
| 2016      | SEA       | 25    | 25    | 1     | 1     | 1        | 8     | 11    | 0        | 0           | .421  | 573   | 134.1    | 129      | 27          | 37       | 2     | 8        | 119      | 4     | 1        | 75    | 69       | 4.22     | 1.24    |
| 2017      | ARI       | 28    | 28    | 0     | 0     | 0        | 9     | 9     | 0        | 0           | .500  | 684   | 157.1    | 148      | 17          | 61       | 7     | 9        | 146      | 7     | 1        | 76    | 61       | 3.49     | 1.33    |
| 2018      | ARI       | 3     | 3     | 0     | 0     | 0        | 0     | 0     | 0        | 0           | ----  | 56    | 13.0     | 15       | 1           | 5        | 0     | 0        | 9        | 0     | 0        | 5     | 5        | 3.46     | 1.54    |
| 2019      | ARI       | 1     | 1     | 0     | 0     | 0        | 0     | 0     | 0        | 0           | ----  | 4     | 1.0      | 1        | 0           | 0        | 0     | 0        | 1        | 0     | 0        | 0     | 0        | 0.00     | 1.00    |
| 2020      | SEA       | 5     | 5     | 0     | 0     | 0        | 2     | 2     | 0        | 0           | .500  | 112   | 27.0     | 21       | 5           | 8        | 0     | 3        | 25       | 0     | 0        | 13    | 12       | 4.00     | 1.07    |
| 2020      | TOR       | 6     | 6     | 0     | 0     | 0        | 2     | 1     | 0        | 0           | .667  | 113   | 26.1     | 22       | 3           | 11       | 0     | 1        | 25       | 1     | 0        | 10    | 4        | 1.37     | 1.25    |
| '20計     | TOR       | 11    | 11    | 0     | 0     | 0        | 4     | 3     | 0        | 0           | .571  | 225   | 53.1     | 43       | 8           | 19       | 0     | 4        | 50       | 1     | 0        | 23    | 16       | 2.70     | 1.16    |
| 2021      | NYM       | 30    | 29    | 0     | 0     | 0        | 7     | 11    | 0        | 0           | .389  | 654   | 159.0    | 133      | 26          | 55       | 0     | 4        | 146      | 5     | 0        | 84    | 79       | 4.47     | 1.18    |
| 2022      | NYM       | 29    | 29    | 0     | 0     | 0        | 12    | 5     | 0        | 0           | .706  | 649   | 157.1    | 143      | 15          | 45       | 1     | 6        | 132      | 0     | 0        | 63    | 61       | 3.49     | 1.19    |
| 2023      | PHI       | 31    | 31    | 0     | 0     | 0        | 15    | 6     | 0        | 0           | .714  | 733   | 172.2    | 155      | 20          | 71       | 1     | 8        | 138      | 3     | 1        | 87    | 84       | 4.38     | 1.31    |
| 2024      | PHI       | 19    | 15    | 0     | 0     | 0        | 3     | 7     | 0        | 0           | .300  | 381   | 83.2     | 107      | 24          | 37       | 0     | 3        | 58       | 0     | 0        | 68    | 66       | 7.10     | 1.72    |
| MLB：12年 | MLB：12年 | 217   | 209   | 3     | 1     | 1        | 72    | 63    | 0        | 0           | .533  | 4885  | 1154.1   | 1079     | 165         | 392      | 13    | 54       | 1002     | 26    | 5        | 592   | 538      | 4.19     | 1.27    |

- 2024年度シーズン終了時

### WBCでの投手成績
| 年 度 | 代 表    | 登 板 | 先 発 | 勝 利 | 敗 戦 | セ ｜ ブ | 打 者 | 投 球 回 | 被 安 打 | 被 本 塁 打 | 与 四 球 | 敬 遠 | 与 死 球 | 奪 三 振 | 暴 投 | ボ ｜ ク | 失 点 | 自 責 点 | 防 御 率 |
| ----- | -------- | ----- | ----- | ----- | ----- | -------- | ----- | -------- | -------- | ----------- | -------- | ----- | -------- | -------- | ----- | -------- | ----- | -------- | -------- |
| 2023  | メキシコ | 1     | 1     | 0     | 0     | 0        | 14    | 4.0      | 1        | 0           | 1        | 0     | 0        | 8        | 0     | 0        | 0     | 0        | 0.00     |

### 年度別守備成績
| 年 度 | 球 団 | 投手（P） | 投手（P） | 投手（P） | 投手（P） | 投手（P） | 投手（P） |
| 年 度 | 球 団 | 試 合     | 刺 殺     | 補 殺     | 失 策     | 併 殺     | 守 備 率  |
| ----- | ----- | --------- | --------- | --------- | --------- | --------- | --------- |
| 2013  | SEA   | 3         | 0         | 1         | 0         | 0         | 1.000     |
| 2014  | SEA   | 8         | 3         | 7         | 0         | 1         | 1.000     |
| 2015  | SEA   | 29        | 12        | 19        | 4         | 1         | .886      |
| 2016  | SEA   | 25        | 6         | 14        | 1         | 0         | .952      |
| 2017  | ARI   | 28        | 10        | 21        | 4         | 1         | .886      |
| 2018  | ARI   | 3         | 1         | 4         | 0         | 1         | 1.000     |
| 2019  | ARI   | 1         | 0         | 0         | 0         | 0         | ----      |
| 2020  | SEA   | 5         | 0         | 3         | 0         | 0         | 1.000     |
| 2020  | TOR   | 6         | 1         | 2         | 1         | 0         | .750      |
| '20計 | TOR   | 11        | 1         | 5         | 1         | 0         | .857      |
| 2021  | NYM   | 30        | 16        | 33        | 2         | 1         | .961      |
| 2022  | NYM   | 29        | 15        | 24        | 2         | 0         | .951      |
| 2023  | PHI   | 31        | 10        | 23        | 0         | 1         | 1.000     |
| 2024  | PHI   | 19        | 9         | 8         | 1         | 2         | .944      |
| MLB   | MLB   | 217       | 83        | 159       | 15        | 8         | .942      |

- 2024年度シーズン終了時
- 各年度の太字はリーグ最高

### 記録
MiLB
- オールスター・フューチャーズゲーム選出：1回（2012年）

MLB
- オールスターゲーム選出：1回（2021年）

### 背番号
- 27（2013年）
- 32（2014年 - 2015年）
- 44（2016年）
- 99（2017年 - 2020年8月26日、2021年 - ）
- 00（2020年8月29日 - 同年終了）